# بهارک جنگلی
بهارک جنگلی (نام علمی: Corydalis marschalliana) نام یک گونه از سرده بهارک است.
بهارک جنگلی (Corydalis marschalliana) گیاهی گلدار از خانواده شقایقیان است که در زیستگاه‌های جنگلی و مناطق معتدل اروپا و آسیا رشد می‌کند. این گیاه چندساله، معمولاً در خاک‌های مرطوب و سایه‌دار یافت می‌شود و برای گل‌های زرد روشن خود که در اوایل بهار ظاهر می‌شوند، شناخته شده است.
گیاه بهارک جنگلی از طریق ریشه‌های غده‌ای تکثیر می‌شود و ارتفاع آن معمولاً بین ۱۵ تا ۳۰ سانتی‌متر است. گل‌های این گیاه به‌صورت خوشه‌ای و لوله‌ای شکل هستند که به‌خوبی زنبورها و سایر حشرات گرده‌افشان را جذب می‌کنند و در چرخه گرده‌افشانی نقشی حیاتی ایفا می‌کنند.
این گیاه در باغ‌های زینتی نیز کاشته می‌شود و به‌دلیل مقاومت نسبی به سایه و نیاز کم به نگهداری، گزینه‌ای محبوب برای طراحی باغ‌های طبیعی و جنگلی است. علاوه بر زیبایی، گونه‌های این سرده در طب سنتی نیز مورد استفاده قرار می‌گیرند، چرا که برخی ترکیبات شیمیایی آن‌ها خواص دارویی دارند.
بهارک جنگلی همچنین بخشی از تنوع زیستی ارزشمند در جنگل‌های اروپایی و آسیایی است که در حفظ تعادل اکوسیستم نقش دارد. از بین رفتن زیستگاه‌های طبیعی این گیاه ممکن است به کاهش جمعیت آن منجر شود، بنابراین حفظ زیستگاه‌های طبیعی برای بقا و تنوع این گونه بسیار اهمیت دارد.